# اسپده پاسانن
ِاسْپِده پاسانِن (انگلیسی: Spede Pasanen; ۱۰ آوریل ۱۹۳۰ – ۷ سپتامبر ۲۰۰۱) مؤلف (پدیدآور)، کارگردان فیلم، بازیگر، کمدین، تهیه‌کننده فیلم، و فیلم‌نامه‌نویس اهل فنلاند بود.